# Vila Fernando (Elvas)
Vila Fernando is een plaats (freguesia) in de Portugese gemeente Elvas en telt 353 inwoners. Zoals veel plaatsen in het Portugese (en Spaanse) binnenland nemen de inwoners aantallen constant af sinds medio vorige eeuw.
Vila Fernando ligt op 359 m hoogte in het oosten van Portugal. Ondanks deze behoorlijke hoogte is hier de hoogste temperatuur van Portugal van de vorige eeuw geregistreerd met 47,2 graden Celsius, tevens de hoogste waarde van het Iberisch schiereiland en een van hoogste waarden in Europa. Op 1 augustus 2003 werd dit record gebroken, toen in Amareleja 47,3 C werd geregistreerd.